# 8496 Jandlsmith
8496 Jandlsmith (1990 QO3) là một tiểu hành tinh vành đai chính.